# Calycellina carolinensis
Calycellina carolinensis är en svampart som beskrevs av Nag Raj & W.B. Kendr. 1975. Calycellina carolinensis ingår i släktet Calycellina och familjen Hyaloscyphaceae.   Inga underarter finns listade i Catalogue of Life.